# Râul Valea Stânei, Prahova
Râul Valea Stânei este un curs de apă, afluent al râului Prahova. 